# Подольское (Донецкая область)
Подольское (укр. Подільське) — село в Константиновской городской общине Краматорского района Донецкой области Украины.

## Общие сведения
Население по переписи 2001 года составляло 60 человек. Почтовый индекс — 85134. Телефонный код — 6272.